# Tour de Hainan
El Tour de Hainan (en xinès simplificat 环海南岛国际公路自行车赛; en xinès tradicional 環海南島國際公路自行車賽; en pinyin Huán Hǎinán Dǎo Guójì gōnglù zìxíngchē sài; literalment «Volta ciclista per carretera internacional de l'illa de Hainan») és una cursa ciclista xinesa que es disputa durant el mes de novembre a l'illa de Hainan. Creada el 2006, formà part de l'UCI Asia Tour amb una categoria inicial 2.2, per passar a 2.1 el 2007 i 2.HC el 2009. El 2020 es va incorporar a la categoria UCI ProSeries, el segon nivell del ciclisme internacional, però la pandèmia de COVID-19 en va impedir la celebració del 2020 al 2023, per tornar-se a disputar el 2023.
Valentín Iglinski, amb dues victòries, és el ciclista que més vegades l'ha guanyat.

## Palmarès
| Any  | Vencedor                       | Segon                       | Tercer              |
| ---- | ------------------------------ | --------------------------- | ------------------- |
| 2006 | Serguei Kolésnikov             | Satoshi Hirose              | Yoshiyuki Abe       |
| 2007 | Robert Radosz                  | Roman Klímov                | Pascal Hungerbühler |
| 2008 | Borís Xpilévski                | David McCann                | Błażej Janiaczyk    |
| 2009 | Francisco José Ventoso Alberdi | Grega Bole                  | Vitali Buts         |
| 2010 | Valentín Iglinski              | Johnnie Walker              | Aleksei Màrkov      |
| 2011 | Valentín Iglinski              | Reinardt Janse van Rensburg | Alexander Schmitt   |
| 2012 | Dmitri Grúzdev                 | Valentín Iglinski           | Tobias Ludvigsson   |
| 2013 | Moreno Hofland                 | Frédéric Amorison           | Tom Leezer          |
| 2014 | Julien Antomarchi              | Niccolò Bonifazio           | Andrei Zeits        |
| 2015 | Sacha Modolo                   | Andrei Zeits                | Julien El Fares     |
| 2016 | Aleksei Lutsenko               | Przemysław Niemiec          | Matej Mohorič       |
| 2017 | Jacopo Mosca                   | Benjamí Prades i Reverter   | Emīls Liepiņš       |
| 2018 | Fausto Masnada                 | Gino Mäder                  | Julien El Fares     |
| 2023 | Óscar Sevilla Rivera           | Sebastian Berwick           | James Piccoli       |
| 2024 | Aaron Gate                     | Henok Mulubrhan             | Filippo Magli       |